# جدول الملف الكيميائي
جدول الملف الكيميائي أو جدول الملفات الكيميائية (بالإنجليزية: Chemical table files) هو مجموعة من ملفات الحاسوب التي تحتوي على معلومات عن المواد الكيميائية.
تنسيقات ملفات مول Molfiles
وتنسيقات ملفات مول ام دي ال Molfile MDL هو تنسيق الملف الذي تم إنشاؤه بواسطة شركة MDL (الآن تدعى Symyx والتي اندمجت مع شركة المشهورة في المجال هذا Accelrys) ، لحفظ المعلومات حول الذرات، والسندات، والربط والتنسيق للجزيء.
وفيما يلي محتويات Molfile لجزيئة البنزين كمثال التي تم إنشاؤهابواسطة ChemSketch، كما ترى في محرر النص :
```
 benzene
 ACD/Labs0812062058
 
  6  6  0  0  0  0  0  0  0  0  1 V2000
    1.9050   -0.7932    0.0000 C   0  0  0  0  0  0  0  0  0  0  0  0
    1.9050   -2.1232    0.0000 C   0  0  0  0  0  0  0  0  0  0  0  0
    0.7531   -0.1282    0.0000 C   0  0  0  0  0  0  0  0  0  0  0  0
    0.7531   -2.7882    0.0000 C   0  0  0  0  0  0  0  0  0  0  0  0
   -0.3987   -0.7932    0.0000 C   0  0  0  0  0  0  0  0  0  0  0  0
   -0.3987   -2.1232    0.0000 C   0  0  0  0  0  0  0  0  0  0  0  0
  2  1  1  0  0  0  0
  3  1  2  0  0  0  0
  4  2  2  0  0  0  0
  5  3  1  0  0  0  0
  6  4  1  0  0  0  0
  6  5  2  0  0  0  0
 M  END
 $$$$

```

تنسيقات ملفات SDF
هو واحد من عائلة تنسيقات الملفات الكيميائية للبيانات التي وضعتها MDL؛ الغرض منه هو للحصول على معلومات هيكلية خاصة للمركب الكيميائي.
هيكل بيانات الملف structure-data file